# Dinatshana
Dinatshana est une ville du Botswana.